# Kiss of the Spider Woman (comédie musicale)
Pour l’article homonyme, voir Kiss of the Spider Woman.
Kiss of the Spider Woman est une comédie musicale de John Kander, Fred Ebb et Terrence McNally basée sur le roman Le Baiser de la femme araignée de Manuel Puig. Elle a été créée en 1990 à la State University of New York at Purchase puis reprise à West End en 1992 et Broadway en 1993.

## Synopsis
Luis Alberto Molina, un étalagiste gay, est captif d'une prison en Argentine. Il a été condamné à huit ans de réclusion pour corruption de mineur et purge actuellement sa troisième année. Pour fuir le monde carcéral, la torture, la peur et l'humiliation, Molina s'est construit son propre univers fantasmagorique. Ses rêves s'inspirent du 7ème Art et d'une icone en particulier, la diva vamp Aurora. Il la vénère dans tous ses rôles mais un lui fait peur : le personnage de la Femme Araignée, une figure sulfureuse qui tue d'un baiser.
Un jour, un autre captif est amené dans sa cellule. Il s'agit de Valentin Arregui Paz, un révolutionnaire marxiste, très mal en point après avoir été torturé. Molina prend soin de lui et lui parle d'Aurora. Malgré sa dévotion, Valentin ne supporte pas Molina, sa personnalité flamboyante et ses fantasmes théâtraux. Il trace une ligne au sol pour empêcher son codétenu de s'approcher de lui. 
Molina, cependant, continue de faire la conversation. Cette diversion a pour but principal de bloquer les cris des prisonniers torturés. L'étalagiste évoque Aurora et de sa mère. Valentin, de son côté, finit par lui révéler qu'il est amoureux d'une dénommée Marta.
Encore une fois, Valentin est torturé et, encore une fois, Molina s'occupe de lui. Dans ses divagations, Aurora est à ses côtés et l'aide à prodiguer des soins au révolutionnaire.
Le directeur de la prison convoque l'étalagiste. Il lui dit que sa mère est très malade et propose à Molina un odieux marché : s'il veut la revoir, il doit moucharder le nom de la petite amie de Valentin...
De retour dans leur cellule, Molina se confie à Valentin. Il lui parle de l'homme qu'il aime, un serveur nommé Gabriel. Mais c'est un amour à sens unique, au grand désespoir de l'étalagiste. Avec beaucoup de pudeur, les deux hommes commencent à se lier. 
Peu de temps après, Molina souffre d'hallucinations et de crampes : il a sciemment mangé les rations empoisonnées destinées à Valentin. Il est amené à l'hôpital, où il parle à sa mère et à la Femme Araignée.
Au retour de Molina, Valentin commence à souffrir des mêmes symptômes, également provoqués par des aliments toxiques. Molina craint le pire pour son codétenu : si Valentin reçoit des substances et vient à parler, le directeur de la prison pourra le condamner. Il protège Valentin, l'empêchant d'être emmené à l'hôpital. Alors que Molina le soigne, Valentin lui demande de lui raconter ses films favoris. Molina s'acquitte avec bonheur de cette requête ; de son côté, le malade lui confesse ses fantasmes et ses espoirs.
Molina a une brève conversation avec sa mère puis annonce à Valentin qu'il va être libéré pour bonne conduite le lendemain. Valentin le supplie de passer quelques coups de téléphone pour lui. Molina refuse d'abord. Les deux hommes finissent par avoir une relation charnelle et Molina accepte à contrecœur la demande de Valentin. 
Dès le lendemain, un Molina grièvement blessé est ramené en prison. Il a été pris durant l'appel téléphonique mais refuse de dénoncer son correspondant ou Valentin. Le gardien sort son pistolet, menaçant de l'abattre s'il n'avoue pas. A la place, Molina confesse son amour à Valentin. Il se fait tirer dessus.
La scène change : Molina se trouve dans un monde paradisiaque, où toutes les personnes qui ont compté dans sa vie regardent son ultime "film". La Femme Araignée arrive à cet instant et lui offre son baiser mortel. Le rideau tombe.

## Chansons

### Acte 1
- Prologue – la Femme Araignée et les prisonniers
- "Her Name is Aurora" – Molina, Aurora, les hommes d'Aurora et les prisonniers
- "Over the Wall" – les prisonniers
- "And the Moon Grows Dimmer" – Aurora
- "Bluebloods" – Molina
- "Dressing Them Up" / "I Draw the Line" – Molina et Valentin
- "Dear One" – La mère de Molina, Marta, Valentin et Molina
- "Over the Wall II" – Prisoners, Molina et Valentin
- "Where You Are" – Aurora, les hommes d'Aurora et les prisonniers
- "Over the Wall III" / "Marta" – Valentin et les prisonniers
- "Come" – la Femme Araignée
- "I Do Miracles" – Aurora et Marta
- "Gabriel's Letter" / "My First Woman" – Gabriel et Valentin
- "Morphine Tango" – les aides-soignants
- "You Could Never Shame Me" – La mère de Molina
- "A Visit" – la Femme Araignée et Molina
- "She's a Woman" – Molina
- "Gimme Love" – Aurora, Molina et les hommes d'Aurora

### Acte 2
- "Russian Movie" / "Good Times" – Aurora, Molina et Valentin
- "The Day After That" – Valentin et les familles des disparus
- "Mama, It's Me" – Molina
- "Anything for Him" – la Femme Araignée, Molina et Valentin
- "Kiss of the Spider Woman" – la Femme Araignée
- "Over the Wall IV" / "Lucky Molina" – Warden et les prisonniers
- "Only in the Movies" / "His Name was Molina" – Molina et les femmes de sa vie

## Casting
- 1990 - Etats-Unis : John Rubinstein (Molina), Kevin Gray (Valentin) et Lauren Mitchell (Aurora / la Femme Araignée)
- 1992 - Canada : Brent Carver (Molina), Anthony Crivello (Valentin) et Chita Rivera (Aurora / la Femme Araignée)
- 1993 - Angleterre : Brent Carver (Molina), Anthony Crivello (Valentin) et Chita Rivera (Aurora / la Femme Araignée)
- 1993 - Etats-Unis : Brent Carver (Molina), Anthony Crivello (Valentin) et Chita Rivera (Aurora / la Femme Araignée)
- 2001 - Hongrie : Attila Bardóczy (Molina), Zoltán Miller (Valentin) et Éva Vári (Aurora / la Femme Araignée)
- 2006 - Hongrie : Zoltán Bereczki (Molina), Tamás Földes (Valentin) et Barbara Dorogi (Aurora / la Femme Araignée)
- 2011 - France : Jacques Verzier (Molina), Fabian Richard (Valentin) et Estelle Danière (Aurora / la Femme Araignée)

## Distinctions
- Tony Awards 1993[1]
  - Tony Award de la meilleure comédie musicale
  - Tony Award du meilleur livret de comédie musicale
  - Tony Award du meilleur acteur dans une comédie musicale pour Brent Carver
  - Tony Award de la meilleure actrice dans une comédie musicale pour Chita Rivera
  - Tony Award du meilleur second rôle masculin dans une comédie musicale pour Anthony Crivello
  - Tony Award de la meilleure partition originale (ex aequo)
  - Tony Award des meilleurs costumes

## Dans la culture
L'épisode 7 de la saison 1 de Katy Keene met en scène une production amateur de Kiss of the Spider Woman.
La comédie musicale est adaptée au cinéma par Bill Condon dans le film Kiss of the Spider Woman (2025).